# Comuna Nova Rus, Pavlohrad
Nova Rus (în ucraineană Нова Русь) este o comună în raionul Pavlohrad, regiunea Dnipropetrovsk, Ucraina, formată din satele Mariivka, Nova Rus (reședința) și Zelene.

## Demografie
Componența lingvistică a satului Nova Rus
     Ucraineană (92,54%)
     Rusă (6,93%)
     Alte limbi (0,11%)
Conform recensământului din 2001, majoritatea populației satului Nova Rus era vorbitoare de ucraineană (92,54%), existând în minoritate și vorbitori de rusă (6,93%).